# تل روباهی
تل روباهی مربوط به دوره هخامنشی است و در شهرستان مرودشت، بخش مرکزی، دهستان کناره، ۵۰۰ متری شرق روستای فیروزی واقع شده و این اثر در تاریخ ۳۰ بهمن ۱۳۸۶ با شمارهٔ ثبت ۲۰۹۲۲ به‌عنوان یکی از آثار ملی ایران به ثبت رسیده است.
با عبور کانال زه‌کشی هشتاد و پنج درصد از این اثر تخریب شده است. ثبت اثر بعد از انجام تخریب می‌باشد.